# 190 South LaSalle Street
190 South LaSalle Street is een wolkenkrabber in Chicago, Verenigde Staten. Het gebouw staat op 190 South LaSalle Street. De bouw van de kantoortoren begon in 1983 en werd in 1987 voltooid.

## Ontwerp
190 South LaSalle Street is 174,65 meter hoog en telt 40 verdiepingen. Het was de eerste wolkenkrabber van Johnson Burgee en Philip Johnson in Chicago en is in postmodernistische stijl ontworpen. Het gebouw heeft een gevel van rood en roze graniet en een oppervlakte van 83.612 vierkante meter.
In de alkoof aan de noordelijke kant van de lobby vindt men het 8,5 meter hoge bronzen sculptuur "Chicago Fugue" van Anthony Caro. De lobby heeft een gewelfd plafond van ongeveer 16,76 meter hoog, dat bekleed is met bladgoud ter waarde van $ 1.000.000. Het dak van het gebouw is gebaseerd op het ontwerp van de Masonic Temple.